# 愛媛県道303号猪伏西谷線
愛媛県道303号猪伏西谷線（えひめけんどう303ごう いぶせにしだにせん）は、愛媛県上浮穴郡久万高原町を通る県道である。

## 概要
上浮穴郡久万高原町西谷から国道440号交点に至る。

### 路線データ
- 起点：上浮穴郡久万高原町西谷
- 終点：上浮穴郡久万高原町西谷（国道440号交点）
- 総延長：4.3 km

## 地理

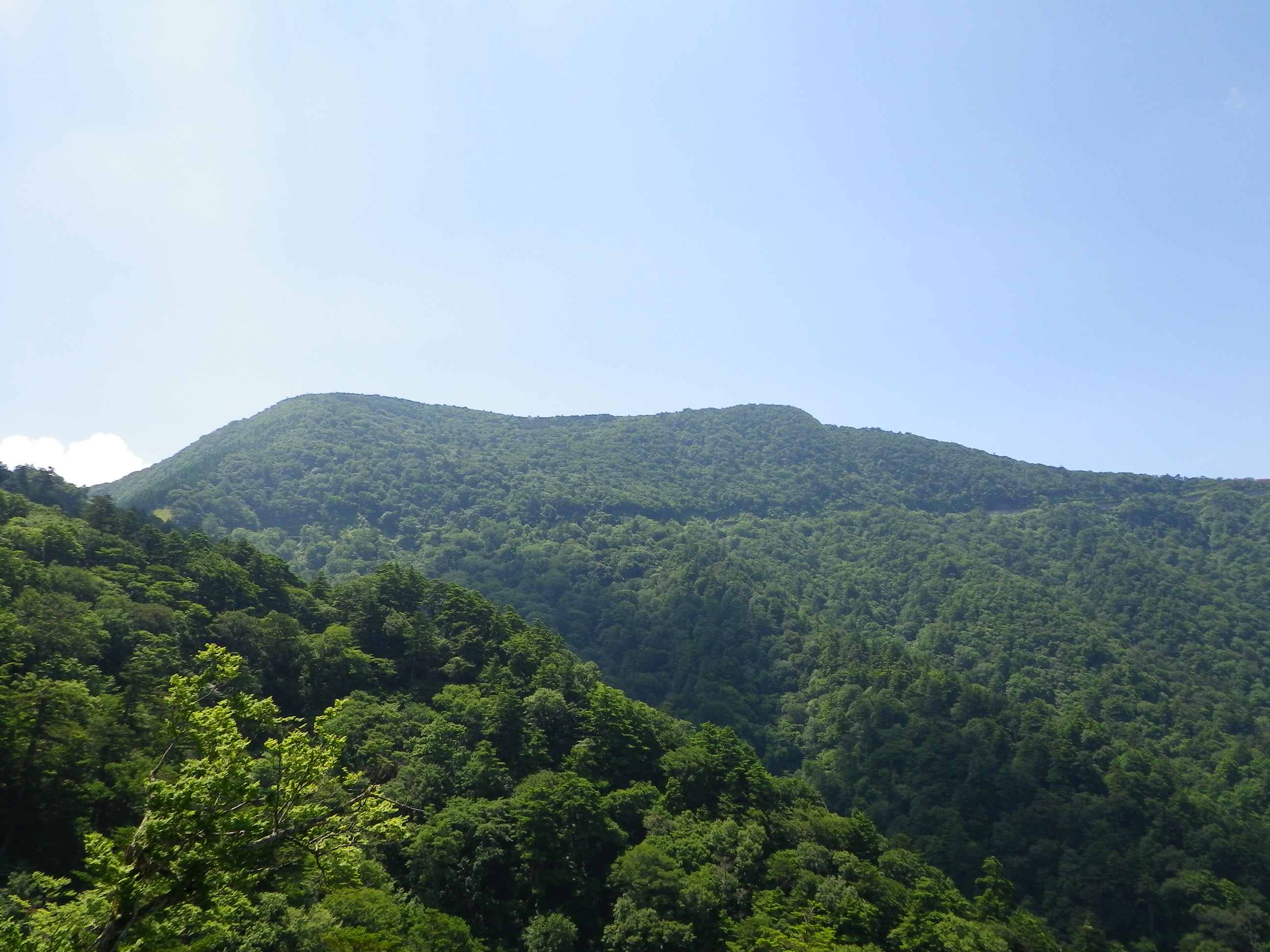
愛媛県道303号からの眺望
中央は天狗ノ森

### 通過する自治体
- 上浮穴郡久万高原町

### 交差する道路
| 交差する道路 | 交差する場所 | 交差する場所 |
| ------------ | ------------ | ------------ |
| 国道440号    | 西谷         | 終点         |

### 沿線
- 高野本川